# Chalcides striatus
La luscengola striata o luscengola occidentale (Chalcides striatus (Cuvier, 1829)) è un piccolo sauro appartenente alla famiglia degli Scincidi, diffusa nei paesi del bacino nord-occidentale del mar Mediterraneo.

## Descrizione
Come le altre luscengole possiede arti molto piccoli, pressoché atrofizzati. Il corpo, serpentiforme, lungo sino a 30 cm, lucido, di colore bronzeo, con una dozzina di linee longitudinali più scure. La parte ventrale è bianco-grigiastra.

## Biologia
Vive in ambienti erbosi e esposti al sole.
È una specie vivipara, cioè non depone uova ma dà alla luce da 1 a 12 piccoli già formati.

## Distribuzione e habitat
La specie è presente, con popolazioni frammentate, in Portogallo, Spagna, Francia meridionale, e Italia nord-occidentale (Liguria).
Il suo habitat tipico è rappresentato dalle zone aperte e soleggiate della macchia mediterranea, dal livello del mare sino a 1.800 m di altitudine

## Tassonomia
Considerata in passato come sottospecie di Chalcides chalcides (C. c. striatus) è attualmente riconosciuta come specie a sé, in base a studi a carattere biochimico e morfologico.